# روب ستافورد
روب ستافورد (بالإنجليزية: Rob Stafford)‏ هو صحفي أمريكي، ولد في 15 ديسمبر 1958.